# Rada Polska Ziemi Mohylewskiej
Rada Polska Ziemi Mohylewskiej – organizacja zrzeszająca Polaków zamieszkujących gubernię mohylewską Rosji. Jej celem było pełnienie roli organu samorządowego miejscowej społeczności polskiej. Utworzona została podczas zjazdu przedstawicieli Rad Powiatowych Ziemi Mohylewskiej w dniach 8–10 kwietnia 1917 roku w Mohylewie. Uczestniczyło w nim 188 delegatów reprezentujących różne grupy zawodowe i społeczne mieszkańców Mohylewszczyzny narodowości polskiej. Organizację reprezentowało 6 delegatów w Radzie Polskiej Ziem Białoruskich. Jej przedstawiciel, Mirosław Obiezierski, brał udział w Polskim Zjeździe Politycznym w Moskwie.